# Saulius Lapėnas
Saulius Lapėnas (* 14. März 1962  in Mažeikiai) ist ein litauischer Politiker, Mitglied des Seimas.

## Leben
Nach dem Abitur 1980 an der Mittelschule Gelgaudiškis in der Rajongemeinde Šakiai absolvierte er 1985 das Diplomstudium der Architektur am Vilniaus inžinerinis statybos institutas.
Von 1986 bis 1989 war er Bürgermeister von Jurbarkas, von 1989 bis 1990 Vorsitzende des Ausführungskomitees der Rajongemeinde Jurbarkas und von 1990 bis 1991 Verwalter des Rajons Jurbarkas. Von 1995 bis 2000 und von 2011 bis 2015 war er Mitglied im Rat Jurbarkas. Von 2000 bis 2008  war er Mitglied im Seimas (Liste von Lietuvos liberalų sąjunga). Ab 2008 war er Ministerberater am Innenministerium Litauens.
Von 1988 bis 1989 war er Mitglied der Lietuvos komunistų partija, ab 1995 der Lietuvos liberalų sąjunga und ab 2003 der Lietuvos liberalų ir centro sąjunga.

## Quelle
- 2011 m. Lietuvos savivaldybių tarybų rinkimai

| Personendaten    | Personendaten                              |
| ---------------- | ------------------------------------------ |
| NAME             | Lapėnas, Saulius                           |
| KURZBESCHREIBUNG | litauischer Politiker, Mitglied des Seimas |
| GEBURTSDATUM     | 14. März 1962                              |
| GEBURTSORT       | Mažeikiai                                  |